# Kevin Patrick Dowling
Kevin Patrick Dowling CSsR (* 14. Februar 1944 in Pretoria) ist ein südafrikanischer Ordensgeistlicher und emeritierter römisch-katholischer Bischof von Rustenburg.

## Leben
Kevin Patrick Dowling trat der Ordensgemeinschaft der Redemptoristen bei und empfing am 9. Juli 1967 die Priesterweihe.
Papst Johannes Paul II. ernannte ihn am 2. Dezember 1990 zum Bischof von Rustenburg. Der Erzbischof von Durban, Denis Eugene Hurley OMI, spendete ihm am 27. Januar 1991 die Bischofsweihe; Mitkonsekratoren waren George Francis Daniel, Erzbischof von Pretoria und Bischof des Südafrikanischen Militärordinariates, und Lawrence Patrick Henry, Erzbischof von Kapstadt.
Am 25. November 2020 nahm Papst Franziskus das von Kevin Patrick Dowling aus Altersgründen vorgebrachte Rücktrittsgesuch an.